# Birgitta Trotzig
Birgitta Trotzig   (Göteborg, 11 de setembre de 1929 - Lund, 14 de maig de 2011) va ser una escriptora sueca, membre de l'Acadèmia Sueca des de 1993. Va ser una de les escriptores més reconegudes del seu temps, amb obres que tracten temes com la seva fe catòlica, el patiment de la humanitat, la mort o la resurrecció.
Nascuda a Göteborg, filla de mestres, va viure posteriorment a Kristianstad, escenari d'algunes de les seves obres. Va estudiar història de la literatura i va treballar al diari Aftonbladet abans de traslladar-se a París, on es va convertir al catolicisme romà i va interessar-se per la cultura francesa i pel misticisme cristià i jueu.
De la seva obra destaquen De utsatta (‘Els desemparats', 1957), situada a Escània, Levande och döda (‘Vius i morts', 1964), Sveket (‘La traïció’, 1966) i Sjuckomen (‘La malaltia’, 1978). La seva novel·la més destacada és possiblement Dykungens dotter ('Les filles del rei del fang', 1985). Va guanyar diversos guardons al llarg de la seva carrera, entre els quals el Premi Dobloug (1970) i el Premi Övralid (1997).